# Abzac (Charente)
Abzac település Franciaországban, Charente megyében. Lakosainak száma 513 fő (2022. január 1.). Abzac Brillac, Lessac, Oradour-Fanais, Asnières-sur-Blour, Availles-Limouzine és Millac községekkel határos.

## Népesség
A település népessége az elmúlt években az alábbi módon változott:
| Lakosok száma | 741  | 556  | 523  | 506  | 484  | 478  | 484  | 503  | 507  | 513  |
|               | 1968 | 1982 | 1990 | 2006 | 2013 | 2015 | 2017 | 2019 | 2020 | 2022 |